# 新潟県道63号上越新井線
新潟県道63号上越新井線（にいがたけんどう63ごう じょうえつあらいせん）は、新潟県上越市から妙高市に至る県道（主要地方道）である。

## 概要
上越市から妙高市新井地区にかけ、春日山、鉢巻山、高城山、金谷山など両市西側の山地東麓を経由することから山麓線（さんろくせん）の通称で呼ばれる。国道18号の上新バイパス、新潟県道579号上越脇野田新井線（上越大通り）などと共に、上越市直江津地区から高田地区を経て妙高市新井地区までの間を南北に縦貫する幹線道路網を形成している。
旧道区間を指定する形での供用を実施したうえで、改修や新設によって整備が進められ、2014年（平成26年）10月15日に全線が開通した。上越市南部の黒田交差点東側には、2015年（平成27年）3月14日に開業した北陸新幹線が停車する上越妙高駅（旧・脇野田駅）が所在し、同駅西口と両市近郊各方面との間のアクセス道路の一つとして、引き続き整備が進められる。

### 路線データ
- 起点：上越市加賀町（加賀交差点、国道8号交点）
- 終点：妙高市美守（横町交差点、国道292号交点）

## 歴史
- 1993年（平成5年）5月11日 - 建設省から、県道上越新井線が上越新井線として主要地方道に指定される[1]。

## 路線状況

### バイパス
山麓線バイパス（上越市中田原 - 妙高市飛田間）延長3.4km
中田原 - 飛田間は新設区間として整備され、上越市稲荷 - 飛田間（延長700m）は2011年4月18日に2車線での暫定供用を開始し、残る中田原 - 稲荷間（延長2.7km）は2014年10月15日に開通した。

### 別名・通称
- 山麓線（上越市加賀町 - 妙高市乙吉間）延長約13km
- 都市計画道路五智中田原線[要出典]

## 地理

### 通過する自治体
- 上越市
- 妙高市

### 交差する道路
上越市
- 国道8号 直江津バイパス（加賀交差点）
- 新潟県道180号春日山停車場春日山城線（春日山城入口交差点）
- 新潟県道13号上越安塚柏崎線・新潟県道200号上正善寺高田線（飯交差点）
- 新潟県道199号横畑高田線（大貫交差点）
- 新潟県道85号上越高田インター線（中田原南交差点）
- 新潟県道362号後谷黒田上越妙高停車場線（黒田交差点）

妙高市
- 新潟県道85号上越高田インター線（乙吉北交差点）
- 国道18号 上新バイパス(乙吉交差点)
- 新潟県道428号西野谷新田新井線（五日市交差点）
- 新潟県道30号新井柿崎線・新潟県道217号二本木岡川新井線（東雲町西交差点）
- 新潟県道125号新井停車場線（栄町交差点）
- 新潟県道344号坂本新田新井線（小出雲交差点）
- 国道292号（横町交差点)